# Geoffrey Filkin, Baron Filkin

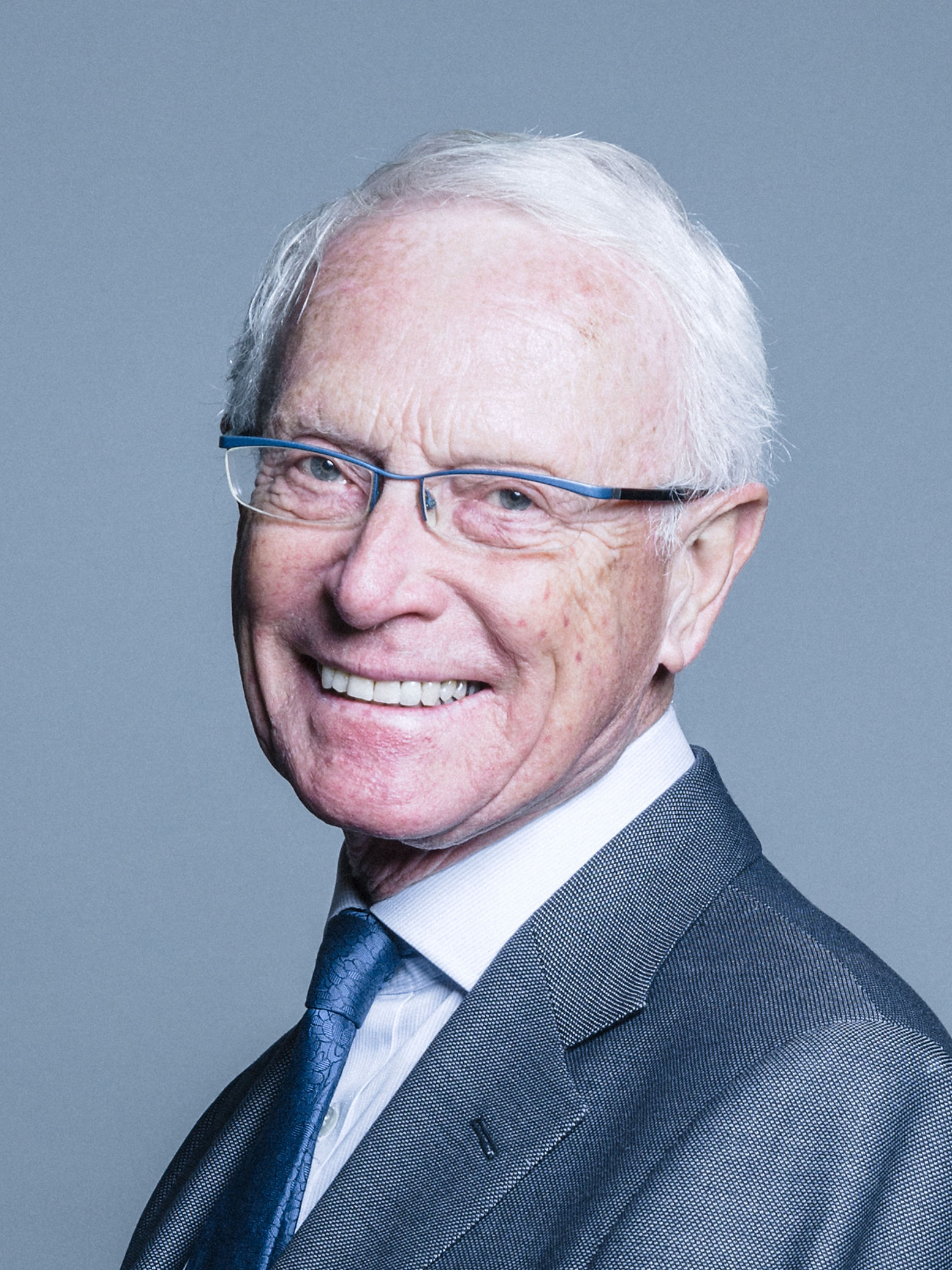
Geoffrey Filkin, Baron Filkin

David Geoffrey Nigel Filkin, Baron Filkin CBE (* 1. Juli 1944) ist ein britischer Politiker der Labour Party.
Er wurde am 29. Juli 1999 als Baron Filkin, of Pimlico in the City of Westminster, zum Life Peer erhoben.

## Karriere
Er bekleidete verschiedene Positionen, zunächst von Juni 2001 bis Mai 2002 als Lord in Waiting (Junior Whip), dann von Mai 2002 bis Juni 2003 als Unterstaatssekretär im Home Department und schließlich von Juni 2003 bis September 2004 als parlamentarischer Unterstaatssekretär des Department for Constitutional Affairs und von September 2004 bis Mai 2005 im Department for Education and Skills.
Im November 2005 wurde Lord Filkin Berater bei Capgemini. Während dieser Zeit hatte Capgemini unter anderem den ASPIRE-Vertrag mit der englischen Finanzbehörde HM Revenue and Customs und eine Reihe anderer Regierungs- und Behördenaufträge.